# Problemy Pokoju i Socjalizmu

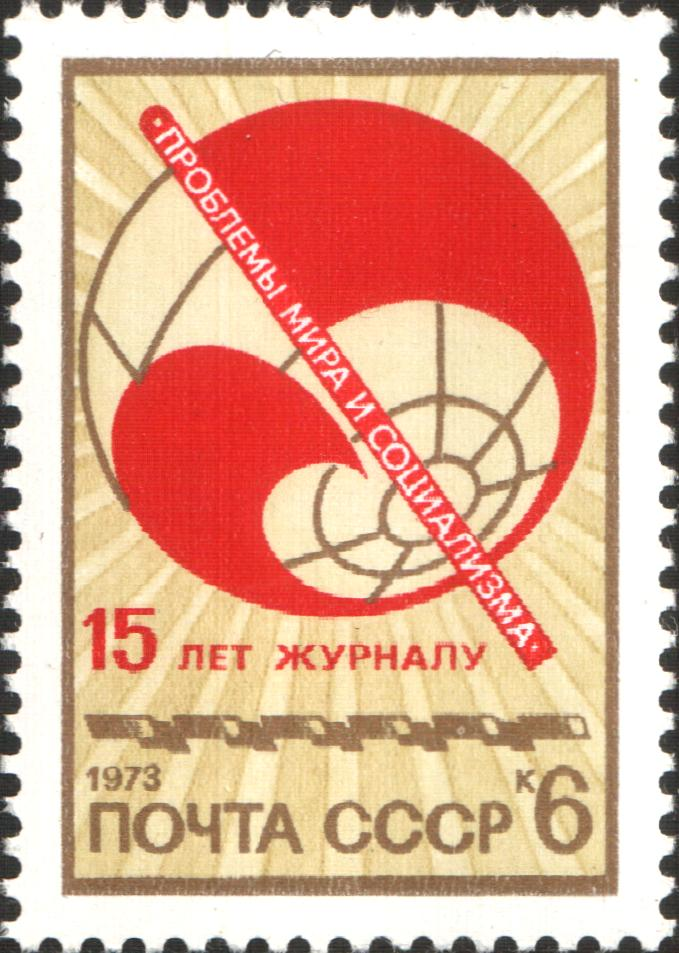
Radziecki znaczek pocztowy upamiętniający 15-lecie wydawania czasopisma.

Problemy Pokoju i Socjalizmu (ros. Проблемы мира и социализма, ang. Problems of Peace and Socialism/World Marxist Review, Otázky míru a socialismu) – miesięcznik teoretyczny „partii komunistycznych i robotniczych” świata wydawany pod patronatem radzieckim w latach 1958–1990 w Pradze. 

## Historia
W 1988 wydawany był w 37 językach w 145 krajach świata. Na jego łamach publikowano przede wszystkim wystąpienia programowe przywódców partyjnych, a także materiały analizujące wydarzenia na świecie i procesy zachodzące w partiach komunistycznych.
W skład kolegium redakcyjnego wchodzili przedstawiciele komunistycznych partii z Austrii, Algierii, Argentyny, Boliwii, Brazylii, Bułgarii, Chile, Cypru, Czechosłowacji, Danii, Filipin, Finlandii, Francji, Grecji, Gwatemali, Hiszpanii, Hondurasu, Indii, Indonezji, Iraku, Iranu, Irlandii, Izraela, Japonii, Jordanii, Kanady, Kolumbii, Libanu, Luksemburga, Meksyku, Mongolii, Niemieckiej Republiki Demokratycznej, Niemiec Zachodnich, Panamy, Paragwaju, Polski, Portugalii, RPA, Rumunii, Senegalu, Sudanu, Szwecji, USA, Wenezueli, Węgier, Wielkiej Brytanii, Włoch i Związku Radzieckiego.
Według słów Andrieja Kurajewa był to mózgowy sztab, z którego wyłoniła się ideologia pieriestrojki.

## Wersje językowe
W różnych latach miesięcznik ukazywał się w zmiennej liczbie wersji językowych:
- początkowo były to języki: albański, angielski, bułgarski, chiński, czeski, francuski, hiszpański, japoński, koreański, mongolski, niderlandzki, niemiecki, polski, rosyjski, rumuński, szwedzki, węgierski, wietnamski, włoski[3]
- w związku z rozłamem radziecko-chińskim w latach 1962–1963 zaprzestano wydawania edycji albańskiej, chińskiej i koreańskiej
- w 1975 używane były języki: angielski, arabski, bengalski, bułgarski, czeski, duński, fiński, francuski, grecki, hebrajski, hindi, hiszpański, japoński, mongolski, niemiecki, norweski, perski, polski, portugalski, rumuński, rosyjski syngaleski, szwedzki, turecki, węgierski, wietnamski, włoski[1].

## Redaktorzy Naczelni
- 1958—1964 - Aleksiej Rumiancew (А.М. Румянцев)
- 1964—1968 - Jurij Francew (Ю.П. Францев)
- 1968—1982 - Konstantin Zarodow (К.И. Зародов)
- 1982—1986 - Jurij Sklarow (Ю.А. Скляров)
- 1986—1990 - Aleksandr Subbotin (А.М. Субботин)

## Siedziba
Redakcja mieściła się w Pradze w budynku z 1927 (proj. František Havlena) b. Seminarium Arcybiskupiego przy ul. Thákurovej 3. Przez pracowników siedziba była określana Praskim Watykanem.

## Edycja polska
Polska edycja miesięcznika wydawana była pod patronatem „Trybuny Ludu” przez koncern „RSW Prasa-Książka-Ruch”. Redakcja mieściła się w Warszawie przy ul. Kredytowej 1a (1990).